# The Invisible Man
〈The Invisible Man〉은 드러머 로저 테일러가 썼지만 영국의 록 밴드 퀸이 작곡한 곡이다. 이 노래는 주로 테일러의 성악 기고와 함께 프레디 머큐리가 부른다. 원래 음반 《The Miracle》에 발매되었고, 1989년에 싱글로 발매되었다. 테일러는 같은 이름의 책(아마도 같은 이름의 책)을 읽으면서 이 노래를 만들 수 있는 영감을 얻었다고 주장했고 베이스라인은 즉시 그의 상상에 떠올랐다.
이 노래는 퀸의 노래 중 네 명의 밴드 멤버 이름이 모두 가사에 언급된 유일한 시간을 나타낸다. 첫 번째는 프레디 머큐리이고, 그 다음은 존 디콘이다. 브라이언 메이의 이름은(기타 솔로 시작 직전) 두 번 말하고, 로저 테일러는 "로저 테일러"라고 말하면서, 첫 번째 "r"은 구절이 끝날 때 드럼을 모방하기 위해 굴러간다. 프레디 머큐리의 이름은 드러머 로저 테일러에 의해, 그리고 다른 것들은 리드 싱어인 프레디 머큐리에 의해 말해진다.

## 뮤직 비디오
뮤직 비디오에서 어린 소년이 게임을 하는 동안 "나쁜 사람들"과 프레디 머큐리(게임에서 모두 검은 옷을 입은 남자)인 밴드(모두 검은 옷을 입은 남자)와 프레디 머큐리(그는 가상현실 구글을 착용하지 않았지만 나머지 밴드는 프레디 머큐리처럼 가상현실 구글을 착용한 대신 그들은 대신 검은 음영을 착용)가 현실 세계로 들어가 자신의 방에서 노래를 공연한다. 그들이 공연을 할 때 소년은 게임 컨트롤러로 그들을 쏘려고 한다. 때때로 머큐리는 소년이 비디오 컨트롤러로 자신을 쏘기도 전에 사라지며 아이의 방 여러 곳에 나타난다. 머큐리가 밴드를 견인한 채 아이의 옷장에서 나오자 존 디콘은 자신의 카우보이 모자를 벗기고 바닥으로 던진다. 아마도 그를 본받으려는 헛된 시도로 소년은 야구 모자를 벗고 다른 하나를 한다. 이어서 화면에는 게임 속 밴드의 모습이 다시 한 번 보여지고, 모자를 쓰지 않은 디콘은 그 아래로 걸어가며 "게임 오버"라는 메시지가 나타난다.
이듬해 드라마 《이스트엔더스》에 합류한 당시 15세 대니엘라 웨스트브룩이 영상에 소년의 여동생으로 등장한다.
프레디 머큐리의 아이웨어와 존 디콘의 카우보이 모자는 그들의 다음 싱글 〈Scandal〉의 커버에도 사용되었다.

## 곡 목록
7인치 싱글
A Side. "The Invisible Man" (Album Version) - 3:57
B Side. "Hijack My Heart" - 4:11
12인치/CD 싱글
A Side. "The Invisible Man" (Extended Version) - 5:28
2/B1. "Hijack My Heart" - 4:11
3/B2. "The Invisible Man" (Album Version) - 3:57